# Тюленевська сільська рада
Тюле́невська сільська рада (рос. Тюленевский сельский совет) — сільське поселення у складі Шадрінського району Курганської області Росії.
Адміністративний центр — село Тюленево.
Населення сільського поселення становить 122 особи (2017; 171 у 2010, 266 у 2002).

## Склад
До складу сільського поселення входять:
| Населений пункт       | Населення, осіб (2002) | Населення, осіб (2010) |
| --------------------- | ---------------------- | ---------------------- |
| Воденникова, присілок | 0                      | -                      |
| Тюленево, село        | 233                    | 147                    |
| Шаньгіна, присілок    | 33                     | 24                     |